# Toro (Ouganda)
Pour les articles homonymes, voir Toro.
Le Toro est une sous-région de l'Ouganda, appartenant à la région Ouest ; c'est aussi le nom d'un ancien royaume d'Afrique de l'Est.

## Histoire
Ce royaume acquiert son indépendance du Bunyoro en 1830 avant d'être temporairement rattaché à son puissant voisin entre 1876 et 1891.
Le 9 octobre 1962, à l'indépendance de l'Ouganda, la solution retenue, exprimée dans la première Constitution, est de type fédéral : l'Ouganda  est la fédération des quatre anciens royaumes du Toro, du Buganda, du Bunyoro et du Busoga, mais seul le Buganda conserve son parlement.
À l'instar des trois autres royaumes, la monarchie du Toro est toutefois abolie en 1967 par le gouvernement ougandais. Ces monarchies sont restaurées en 1993, sous la présidence de Yoweri Museveni, mais en tant qu’« institutions culturelles » et avec des pouvoirs limités.

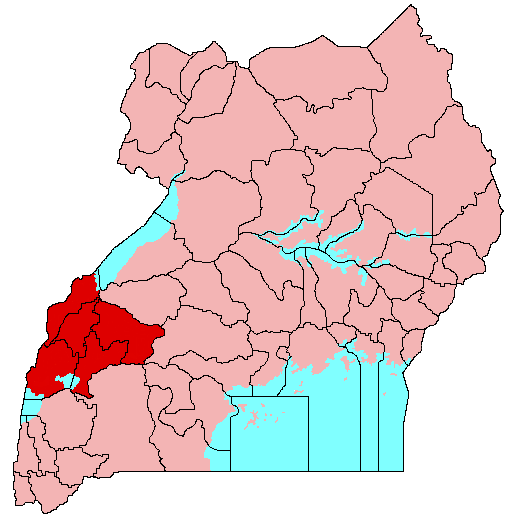
Frontières du Toro avant 1967

## Souverains
Les rois ou Abakama du Toro connus au XIXe siècle sont les suivants :
1. Olimi I du Toro : 1822 - 1865
2. Ruhaga du Toro : 1865 - 1866
3. Nyaika du  Toroou Nyaika Kyebambe I : 1866 - 1871 et 1871–1872
4. Rukidi I du Toro : 1871 - 1871
5. Olimi II du Toro : 1872 - 1875
6. Rukidi II du Toro : 1875 - 1875
7. Rububi Kyebambe II du Toro : 1875 et 1877–1879
8. Kakende du Toro ou Kakende Nyamuyonjo : 1875 - 1876 et 1879–1880
9. Katera du Toro : 1876 - 1877 suivi d'un interrègne, où le Toro est inclus dans le Bunyoro:1880 - 1891
10. Kyebambe III du Toro : 1891 - 1928
11. Rukidi III du Toro : 1928 - 1965
12. Olimi III du Toro : 1965 - 1995. Ce règne est interrompu par un interrègne de 1967 à 1993
13. Rukidi IV du Toro : à partir de 1995